# Bartha Károly (néprajzkutató)
Nagyborosnyói Bartha Károly (Székelyudvarhely, 1889. július 11. – Debrecen, 1956. november 23.) etnográfus, nyelvjáráskutató, nyelvész.

## Életpályája
Szülei: Bartha Károly (1843-1901) és Czirjék Berta (1856-1928) voltak. 1911-ben a Kolozsvári Magyar Királyi Ferenc József Tudományegyetemen magyar–német szakos tanári diplomát kapott. 1911–1913 között Gróf Bethlen Balázs házánál volt nevelőtanár. 1913–1916 között a nagyenyedi Bethlen Kollégium tanára volt. 1914-ben doktorált a kolozsvári egyetemen. 1916–1918 között a szászvárosi Kuun Kollégium, 1918–1950 között a debreceni református tanítóképző intézet rendes tanára, 1937-től címzetes igazgatója volt. 1938–1950 között magántanár volt a Debreceni Egyetemen. 1950-ben nyugdíjba vonult.
Munkássága a pedagógia és a nyelvtudomány területére is kiterjedt. Néprajzkutatóként elsősorban a gyermekjátékkal, illetve a tiszántúli és székely kismesterségek tárgyi anyagával, munkafolyamatával és szókincsével foglalkozott. A debreceni tanítóképző növendékeinek néprajzi gyűjtőmunkáját szervezte.

## Művei
- Vajda Péter nyelvújítása (Dés, 1913)
- Udvarhely vármegye nyelvjárásának alaktana (Székelyudvarhely, 1914)
- Emlékfüzet a debreceni Székely Társaság alakulásának 20. évfordulójára (Debrecen, 1922)
- A debreceni fésűsmesterség (Debrecen, 1929)
- Magyar néphagyományok. I. Karácsonyi játékok, gyermekversek Debrecen, 1931)
- A zsoltárok fiai (Debrecen, 1931)
- Magyar nyelvi kézikönyv a tanító- és tanítónőképző intézetek 4. osztálya számára (Sarudy Ottóval; Budapest, 1932)
- A Debreceni Vadásztársulat története (Debrecen, 1933)
- Emlékfüzet a Debreceni Székely Társaság zászlóavatási ünnepségéről és az erdélyi magyar és székely egyesületek országos értekezletéről (Debrecen, 1934)
- A szatmárcsekei bábtáncoltató betlehem (Budapest, 1934)
- Játék (A magyarság néprajza. IV. A magyarság szellemi néprajza (Budapest, 1937; 3. átdolgozott kiadás: 1943; hasonmás kiadás: Szekszárd, 1992)
- Húsvéti rigmusok (Debrecen, 1938)
- A debreceni gubacsapó céh (Debrecen, 1939)
- Adatok gyermekbabonáinkhoz (Magyar Nyelv, 1940)
- Névrecsúfoló gyermekversek (Budapest, 1941)
- Magyar népi bábjáték. I. 12 játékszöveg dallamokkal, rajzokkal, útmutatásokkal (Debrecen, 1948)